# هری بی. هاوس
هری بی. هاوس (به انگلیسی: Harry Bartow Hawes) سناتور سابق عضو حزب دموکرات ایالات متحده آمریکا بود. وی در سال ۱۹۲۶ تا ۱۹۳۳ میلادی سناتور ایالت میزوری در سنای ایالات متحده آمریکا بود.